# Pedro Carreño (político)
Pedro Miguel Carreño Escobar (Mantecal, Apure, 24 de abril de 1961) es un político, militar y abogado venezolano, quien ha servido de diputado y ministro del Interior. Actualmente es diputado reelecto a la Asamblea Nacional de Venezuela del periodo 2021-2026 y Presidente de la Comisión Permanente de Política Interior. Fue miembro de la Asamblea Nacional Constituyente.

## Biografía
Estudió primaria en el Grupo Escolar Juan Escalona, el Ciclo Básico en el Liceo Alberto Arvelo Torrealba y el Ciclo Diversificado en el Liceo Daniel Florencio O'Leary (Barinas), donde egresó como Bachiller en Ciencias. En 1981 ingresó a la Academia Militar de Venezuela, de donde egresó como Subteniente en 1985, en la promoción General de Brigada Lucas Carvajal. En 1993, fue dado de baja del Ejército venezolano por el teniente coronel Enrique Medina Gómez tras denuncias de "fraude agravado" en lo que respecta a sus funciones en el manejo de los fondos de su unidad militar, evitando que Carreño participe legalmente en cargos públicos en Venezuela en el futuro. El gobierno chavista sostiene que Carreño fue dado de baja del ejército en febrero de 1994 por "rebelión militar".[cita requerida] Es abogado con estudios de posgrado en doctor en derecho constitucional y penitenciario (Caribean Internacional University, Curaçao) 
Asistente de Hugo Chávez durante la campaña electoral de 1998 y posteriormente director general sectorial de Relaciones Presidenciales del Palacio de Miraflores hasta marzo del 2000. 
Ese año, fue elegido diputado por Barinas ante la Asamblea Nacional, donde sirvió como presidente de la Comisión Permanente de Contraloría de la Asamblea Nacional, del Comité de Postulaciones Judiciales y de la Comisión Especial que investiga el Contrabando de Dólares. Entre 2006 y 2010 fue diputado a la Asamblea Nacional por el estado Barinas, entre 2007 y 2008 se desempeñó como ministro del Poder Popular para Interior y Justicia y entre 2011 y 2015 fue elegido nuevamente como diputado por el estado Lara. Entre 2011 y 2015 fue presidente de la Comisión Permanente de Contraloría. Entre 2011 y 2015 fue jefe de la Fracción Parlamentaria de Bloque Revolucionario y en 2016 es electo como diputado por el estado Delta Amacuro. También es miembro del Parlamento Latinoamericano.
El 30 de julio de 2017 es electo constituyentista a la Asamblea Nacional Constituyente de Venezuela de 2017 por el Municipio Tucupita del Estado Delta Amacuro.
En noviembre de 2004, formó parte de la comitiva oficial que acompañó al presidente de la República en la gira por España, Libia, Rusia, Irán y Catar. El 8 de enero de 2007, Hugo Chávez lo nombró Ministro del Poder Popular para Relaciones Interiores y Justicia según el decreto número 5.105 publicado en la Gaceta Oficial número 38.599.

## Polémicas
En 2007 Pedro Carreño causó una gran polémica cuando declaraba a los periodistas sobre los males del capitalismo. En ese momento una reportera le preguntó si no era contradictorio que hiciera semejante crítica mientras llevaba una corbata Louis Vuitton y unos zapatos Gucci. Ante ello el entonces ministro dijo que llevaba esa ropa porque en Venezuela no se producía.

### Acusaciones de corrupción
La periodista Adriana Rivera reveló que Carreño suscribió en 2008 un contrato con la empresa Albet por 172,2 millones de dólares, pero de ese dinero no se habría sabido nada. La oposición en la Asamblea Nacional interpeló a Carreño, pero este no respondió.